# Monobolodes subfalcata
Monobolodes subfalcata är en fjärilsart som beskrevs av W. Warren 1898. Monobolodes subfalcata ingår i släktet Monobolodes och familjen Uraniidae. Inga underarter finns listade i Catalogue of Life.